# Chironomus cubiculorum
Chironomus cubiculorum är en tvåvingeart som först beskrevs av Carl Ludwig Doleschall 1856.  Chironomus cubiculorum ingår i släktet Chironomus och familjen fjädermyggor. Inga underarter finns listade i Catalogue of Life.